# Bartosze
Bartosze (Duits: Bartossen) is een plaats in het Poolse district  Ełcki, woiwodschap Ermland-Mazurië. De plaats maakt deel uit van de gemeente Ełk en telt 190 inwoners.